# Gol Anjīr
Gol Anjīr (persiska: گل انجیر) är en ort i Iran.   Den ligger i provinsen Kermanshah, i den västra delen av landet, 500 km väster om huvudstaden Teheran. Gol Anjīr ligger 1 425 meter över havet och antalet invånare är 102.
Terrängen runt Gol Anjīr är huvudsakligen kuperad, men västerut är den platt. Runt Gol Anjīr är det ganska tätbefolkat, med 60 invånare per kvadratkilometer. Närmaste större samhälle är Gahvāreh, 15,9 km söder om Gol Anjīr. Omgivningarna runt Gol Anjīr är i huvudsak ett öppet busklandskap.